# 雪狼人
《雪 狼人》是客語流行音樂歌手暨作曲家游兆棋的首張作品集，於2006年12月發行，由劉劭希製作編曲。一共12首歌曲，皆使用客語演唱，獲得2007年金曲獎最佳客語專輯提名。
雪狼人專輯以情歌路線為主，雪狼人、出發等曲，是游兆棋創作曲風的一大突破，以不同於以往的詞意走向，闡述愛情的多種面向。

## 曲目
1. 出發
2. 雪 狼人
3. 假使做得
4. 你還記得無
5. 春天故事
6. 掌中印
7. 紅顏
8. 無言花
9. 你現在過的好毋好
10. 願化作你肩上一雙翼
11. 人生一盤棋
12. 永恆

## 外部連結
- 劉劭希 就是愛玩網 94ione.com
- 雪 狼人專輯 完整試聽